# Lazói járás

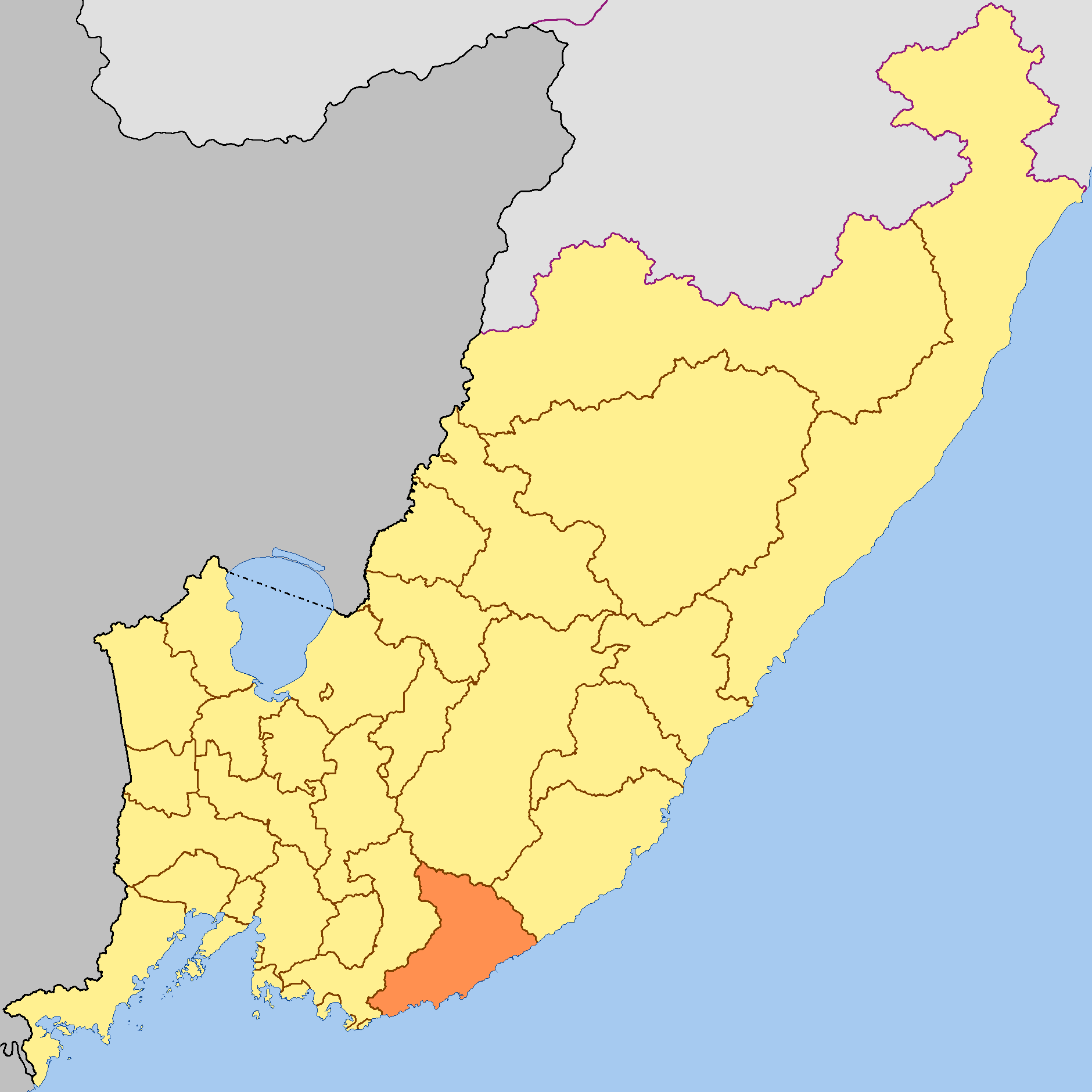
A Lazói járás (pirossal) a Tengermelléki határterület térképén

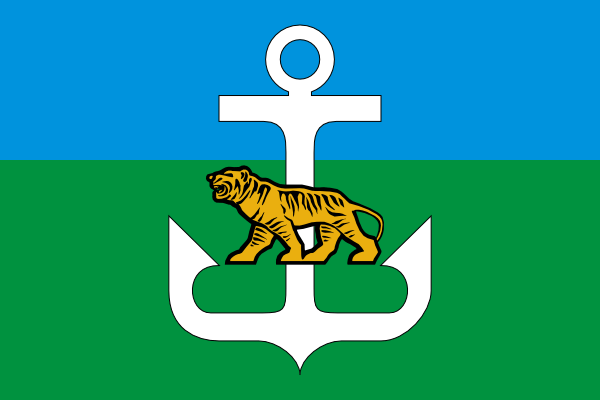
A járás zászlaja

Lazói járás (Лазовский район) járás Oroszország Tengermelléki határterületén, annak déli részén. Székhelye Lazo község (2003-ban 3,3 ezer lakos), mely közúton 324 km-re fekszik Vlagyivosztoktól keletre. Közigazgatásilag 6 községre és 1 városi jellegű településre (Preobrazsenyije) oszlik. Délről és délkeletről a Japán-tenger, északról az Olgai és a Csugujevkai járás, nyugatról a Partyizanszkij járás határolja. Területe 4663 km², lakossága 16,9 ezer fő (2005), népsűrűsége 3,6 fő/km². Nevét Szergej Lazóról, a polgárháborúban harcoló vörös partizánok parancsnokáról kapta.

## Általános információk
A járás északi-északnyugati részén a Szihote-Aliny déli vonulatai magasodnak, ahonnan két jelentősebb folyó, a Kijevka és a Csornaja völgye húzódik a tenger felé. A hegyvidéken található a Lazói Természetvédelmi Terület, mely a járás területének ¼-ét foglalja el. 
Lakosságának mintegy 2/3-a Preobrazsenyije kikötő (9 ezer lakos 2005-ben) környékén összpontosul. A vezető gazdasági ágazat a halászat és a halfeldolgozás, amely két halászkikötőben (Preobrazsenyije, Valentyin) összpontosul. A járás híres gyógyvizeiről. A Csisztovodnoje szanatórium a gyógyturizmus legfontosabb központja, amely radioaktív gyógyvizétől nevezetes. Két kisebb tó gyógyiszapját szintén hasznosítják. Innen származik a Csisztovodnoje és Szinyegorszkoje ásványvíz, de híresek a Gorjacsij Kljucs és a Szuhoj-források is.

## Népesség
- 1989-ben 21 311 lakosa volt.
- 2002-ben 17 521 lakosa volt.
- 2010-ben 14 233 lakosa volt.

## Látnivalók
A legfőbb látnivalót itt is a természeti értékek nyújtják. A járás élővilágát és történetét a Lazói múzeum mutatja be. Három vízesése közül a 23 m magas Jelamovszkij-vízesés a leghíresebb.  A Monomah-sapkáról elnevezett hegye szintén védett természeti érték. Az egész Tengermelléken itt (a Lazói TT-en) él a legtöbb usszuri tigris (számukat mintegy 50-re becsülik). A tengerpart legismertebb része az Osztrovnij-fok, ahol egy régi orosz erőd található.

## Külső hivatkozások
- A járás idegenforgalmi bemutatása (oroszul)